# Карріаку
Карріаку (фр. Carriacou) — острів у складі архіпелагу Гренадини, розташований в південній частині Навітряних островів, у 32 км на північний захід від Гренади. Острів входить до складу держави Гренада на правах залежної території і за площею він займає третє місце серед островів архіпелагу. Карріаку є найпівнічнішим островом держави Гренади.

## Історія
Острів відкрив Христофор Колумб під час третьої подорожі в Новий Світ у 1498 році, але ні іспанцям, ні англійцям, не вдалося заселити острів, який населяли аборигени. Французи окупували острів у 1649 році. У 1656 році першим з європейців хто відвідав острів, був француз Пер Тертр, рибалка черепах з Гваделупи.

## Географія

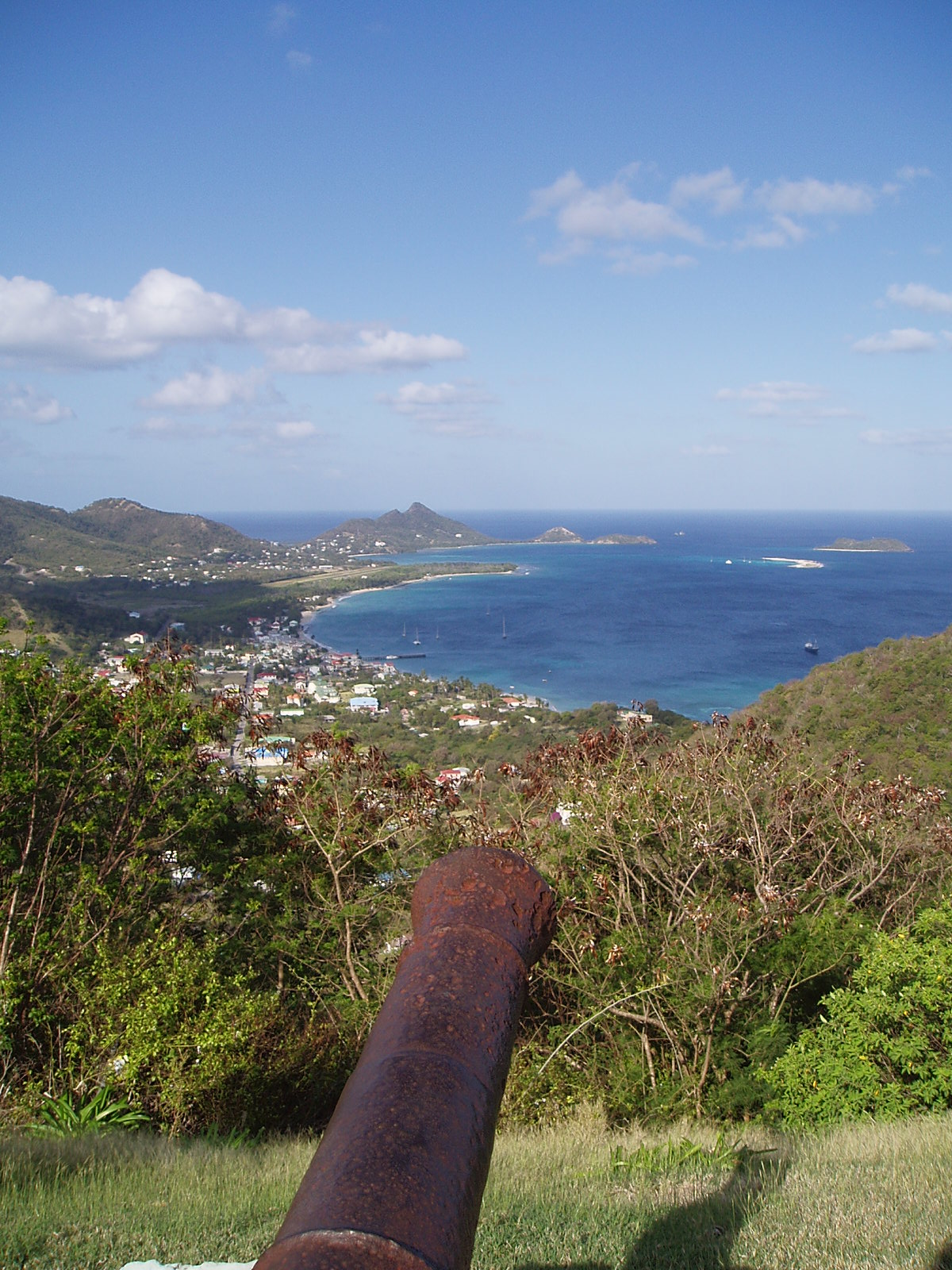
Вид на Гіллсборо

Третій за величиною острів Гренадин. Площа 34 км ², довжина острова 11 км, ширина 3 км, найбільша висота 291 м. Навколо острова розташовані мальовничі коралові рифи. Карріаку оточений невеликими островами Селаїн, Фрігейт, Лардж на півдні та Малою Мартинікою на заході.

## Клімат
Переважає тропічний клімат, з середньою температурою 28 °C. Посушливий сезон випадає з січня по березень, а сезон дощів — з червня по грудень. Річна норма опадів — 2,2 мм, так як острови знаходяться в смузі проходження сильних тропічних ураганів, тут урагани і шторми найбіль імовірні з червня по листопад.
Клімат тропічний, пасатний.

### Урагани
Перший запис про ураган на острові був датований 14 серпня 1944 року. У 1955 році другий поверх великого будинку Босежурів був знесений ураганом Джанет. Останні урагани включають ураган «Іван» 7 вересня 2004 року, ураган «Емілі» 13 липня 2005 року, та останній ураган «Берил», який став найсильнішим з тих, що обрушилися досягнувши острова 1 липня 2024 року як ураган 4 категорії. Кажуть, що Берил «зрівняв» острів.

## Населення
У 1750 році був проведений перший перепис населення острову. Населення складало 199 мешканців, з яких 92 білих, 92 чорношкірих та 15 мулатів.
За даними перепису 2001 року, на острові проживає 6063 осіб. Гіллсборо — найбільше місто на Карріаку. Населення головним чином складається з нащадків африканських рабів, насильно завезених сюди в колоніальні часи.

## Економіка
Основне джерело доходу — обслуговування туристів та тваринництво.

## Транспорт
На острові є велика кількість автобусів та легкових автомобілів. Вузькі та звивисті ґрунтові дороги знаходяться в поганому стані.
У невеличкому місті Лористона є летовище зі злітно-посадковою смугою для малої авіації. Авіакомпанія SVG Air виконує регулярно рейси до головного острова Гренада і пропонує чартерні рейси до багато інших островів Карибського басейну.

## Музей Карріаку
Музей Карріаку був заснований у 1976 році в Гіллсборо і знаходився в трьох різних будівлях. Незабаром, у 1989 році, музей перемістився у теперішню будівлю на вулиці Патерсон, де і знаходиться до цього дня. Музей Карріаку, широко відомий своїм значним зібранням предметів індіанської культури та експонатами періоду європейської колонізації острова. Музей є приватним і виживає за рахунок суспільних пожертвувань, грантів і зборів від міжнародного членства. У музеї представлена велика колекція індіанських і африканських артефактів, документи, меблі, вироби зі скла та кераміки з колоніальних часів. При музеї діє крамниця, в якій можна придбати історичні гравюри, сувеніри місцевого виробництва, а також книги по культуру острова та музичні компакт-диски зі багатьох фестивалів острова.

## Панорама

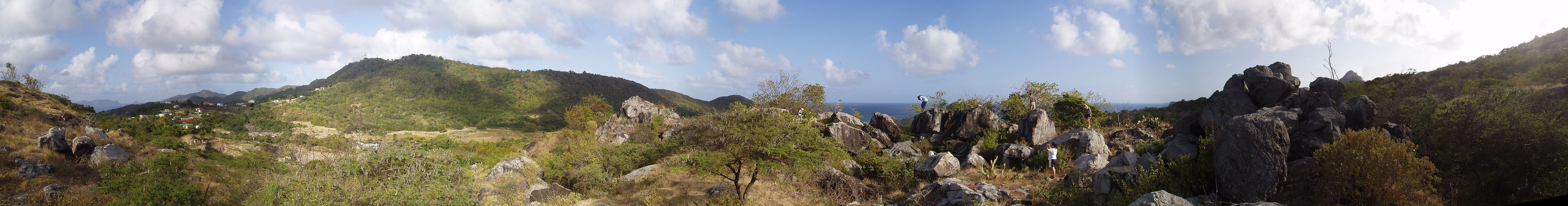
Панорама Карріаку